# Rotten.com
Rotten.com est un site web choc créé en 1997. Il diffuse du contenu choquant comme des images d'actes de violence, de suicides, de malformations ou des photographies d'autopsie.
Le site a été fermé en octobre 2017.